# Пустовойтов, Владимир Сергеевич
Владимир Сергеевич Пустовойтов (род. 1 августа 1948, Старый Калкаев, Полтавская область) — украинский деятель, учитель истории Криворожской общеобразовательной средней школы № 69 Днепропетровской области. Народный депутат Украины 3-го созыва.

## Биография
Родился 1 августа 1948 года в селе Старый Калкаев Семёновского района Полтавской области.
В 1966—1967 годах — учитель физкультуры и пения Новокалкаевской восьмилетней школы Полтавской области.
В 1967—1969 годах — служба в Советской армии.
В 1969—1973 годах — студент Полтавского государственного педагогического института, учитель истории и обществоведения.
В 1973—1976 годах — учитель истории, организатор внеклассной работы Красинской средней школы Днепропетровской области.
Член КПСС.
В 1976—1981 годах — директор Христофоровской средней школы Днепропетровской области.
В 1981—1991 годах — на партийной работе в Днепропетровской области. В 1988 году окончил Высшую партийную школу при ЦК КПУ.
С 1991 по 1998 год — учитель истории Криворожской общеобразовательной средней школы № 69 Днепропетровской области. Член КПУ.
Народный депутат Украины 3-го созыва с марта 1998 по апрель 2002 года, избирательный округ № 33, Днепропетровская область. Член комитета по правам человека, национальных меньшинств и межнациональных отношений (с июля 1998). Член фракции КПУ (с мая 1998). Член временной специальной комиссии Верховной рады Украины по соблюдению органами государственной власти и местного самоуправления и их должностными лицами, Центральной избирательной комиссией норм избирательного законодательства во время подготовки и проведения выборов президента Украины (с мая 1999).
Потом временно не работал, пенсионер.